# フロントミッションシリーズ
フロントミッションシリーズ (Front Mission Series) は、スクウェア（現スクウェア・エニックス）より発売されている家庭用コンピュータゲームのシリーズ。2006年時点でのシリーズ累計出荷本数は300万本以上を達成。
日本コンピュータシステム（NCS・メサイヤ）より独立したジークラフトが開発を行っていたが、後にスクウェアに吸収。2003年以降はスクウェア・エニックス「フロントミッションプロジェクト」（旧第6開発事業部）がシリーズを統括している。
本編作品とされるシリーズは2005年に発売された5th以降は発売されていない。

## 概要
ヴァンツァー（ヴァンダー・パンツァー、旧称ヴァンドルング・パンツァー）と呼ばれる人型機動兵器を操り物語を進めていくシミュレーションロールプレイングゲームで、略称は「FM」あるいは「フロミ」。「ヴァンドルング」とはドイツ語で、歩行する、の意。「パンツァー」も同じくドイツ語であり、鎧、軍事用語として「装甲兵器」を意味する。
本シリーズの作品は、西暦2100年前後の世界各地における紛争を題材にした近未来SFで、紛争に巻き込まれた人々がヴァンツァーを駆り、どのように生き抜いたかが描かれている。シリーズ各作品はそれぞれ独立した物語となっているものの、いずれも一貫した（『ガンハザード』を除く）世界設定の元に物語が進行する。
ゲームジャンルは、ナンバリング作品および『2089』シリーズはターン制のシミュレーションRPGだが、非ナンバリングタイトルとして、サイドビューのアクションRPG『ガンハザード』、リアルタイムシミュレーションの『オルタナティヴ』、サードパーソンシューティングの『オンライン』『エボルヴ』といった作品もリリースされている。
また、年代については
- 『フロントミッションオルタナティヴ』（2034年 - 2035年）
- 『フロントミッション2089』・『2089-II』・『2089BoM』（2089年）
- 『フロントミッション1ST』・『FMO』・『DRIVE（漫画）』・『DOG LIFE & DOG STYLE（漫画）』（2090年 - 2092年）
- 『フロントミッション4th』（2096年）
- 『フロントミッション2nd』（2102年）
- 『フロントミッション3rd』（2112年）
- 『LEFT ALIVE』（2127年）
- 『フロントミッション エボルヴ』（2174年）

の順で進行する。なお、『5th』（2070年、2086年、2089 - 2121年）は50年間もの長期の年代で展開される。
2022年4月には、Zlongame傘下のBlack Jack Studioとの共同開発による、2089年を舞台とした新作タイトル『FRONT MISSION: BORDERSCAPE』の制作が発表されたが、同年12月15日に公式サイトやSNSアカウントが閉鎖され、翌16日にスクウェア・エニックスの手を離れたオリジナルタイトル『鋼嵐 - メタルストーム』として再発表された（日本語版は2024年10月23日リリース）。

## 作品舞台と時代背景（ハフマン島）
詳細はハフマン島を参照
アジア・オセアニア諸国を主体とするO.C.U.と、アメリカ大陸を主体とするU.S.N.がそれぞれ共同体として成立している近未来。
本シリーズの舞台となるハフマン島は20世紀終盤に太平洋にて発生した隆起現象で現れた。ハフマン島は豊富な地下資源があることと、OCUとUSNの双方からの入植の結果、第一次ハフマン紛争により島は2分され、さらに世界で唯一OCUとUSNが陸地で接する国境を有することとなった。
主に利権争いが火種となり、軍事的緊張が長く続いていたが、2090年のラーカス事件を発端として、第二次ハフマン紛争が始まるところが本シリーズのスタートとなる。

## 共通ゲームシステム
ヴァンツァーのセットアップが必要であり、胴体、右腕、左腕、脚部の4部位をそれぞれ組み合わせる。
- 腕と肩の左右それぞれに武装し、背部にはバックパックを搭載。火器管制システムとしてコンピューターをセットアップする。
- 兵器体系はSF要素が少なく、射程、装弾数等は現実に近いものであるが、名称など含めすべて架空の火器兵器となる。
- 火器を用いない格闘での戦闘も可能。
- ヴァンツァーの塗装、名称を変更できる。火器やバックパックは対象外。

本編シリーズはターン制シミュレーションRPG
- 限られた行動力の中で移動、攻撃を行い、全機行動終了してから相手に行動ターンが移行する。
- マップは正方形のマスで区切られ、機体セットアップによって段差や河川などの踏破能力が変化する。
- 1つのマスには1つのユニットしか存在できない。

多彩なスキルを用いた戦闘
- 攻撃、防御に際して有利に働くスキルがあり、キャラクターの成長に応じて増加、あるいは進化していく。
- 胴体、右腕、左腕、脚部それぞれに耐久力が設定され、部分破壊されると相応に機能が制限される。胴体を破壊されると行動不能となる。

## シリーズ作品一覧

### 本編作品
- FRONT MISSION（1995年 スーパーファミコン用、2002年ワンダースワンカラー用）
  - フロントミッション ザ・ファースト（2003年 PlayStation用、2007年 ニンテンドーDS用、2008年 ゲームアーカイブス用）
  - フロントミッション ザ・ファースト：リメイク（2022年 Nintendo Switch用・PlayStation 4用・PlayStation 5用・Windows用）
- FRONT MISSION 2（1997年 PlayStation用、2008年 ゲームアーカイブス用）
  - フロントミッション セカンド：リメイク（2024年 Nintendo Switch用・PlayStation 4用・PlayStation 5用・Windows用）
- FRONT MISSION3（1999年 PlayStation用、2009年 ゲームアーカイブス用）
  - フロントミッション サード：リメイク（2025年 Nintendo Switch用・Nintendo Switch2用）
- FRONT MISSION HISTORY（2003年 PlayStation用） 『FM1ST』、『FM2（簡略戦闘モード搭載ver.）』、『FM3』のセット。トレーディングアーツ（フィギュア）のおまけ付き。
- FRONT MISSION4（2003年 PlayStation 2用）
- FRONT MISSION5 Scars of the War（2005年 PlayStation 2用）

### 2089シリーズ
- FRONT MISSION 2089（2005年 FOMA90x用iアプリ、ezwebW2x以上用アプリ、2008年 Yahoo!ケータイ）
  - FRONT MISSION 2089 Border of Madness（2008年 ニンテンドーDS）
- FRONT MISSION 2089-II（2006年 FOMA90x用iアプリ、2008年 ezwebW4x以上用アプリ）

### 派生作品
- FRONT MISSION SERIES GUN HAZARD（1996年 スーパーファミコン用、2008年 バーチャルコンソール用）
- FRONT MISSION ALTERNATIVE（1997年 PlayStation用、2008年 ゲームアーカイブス用）
- FRONT MISSION ONLINE（2005年 オンラインゲーム PlayStation 2用・Windows用）

※2008年5月をもってサービス終了。
- FRONT MISSION EVOLVED（2010年 PlayStation 3用・Xbox 360用・ Windows用）
- LEFT ALIVE（2019年2月28日 PlayStation 4用・Windows用）

### コミック作品
- FRONT MISSION 〜THE DRIVE〜（2005 - 2006年 ヤングガンガン連載。作：太田垣康男、画：Studio SEED）
OCUの独立愚連隊こと暁愚連隊の視点から第2次ハフマン戦争を描いた漫画。タイトルロゴは大文字であるが基本的に文字のフォントは『3rd』と同じである。単行本は2007年3月24日発売（全1巻）。ヤングガンガン2005年23号から翌年8号までの連載分を収録。当初は長期連載を予定していたが、諸般の事情により休載になり、連載再開されないまま終了した。

- FRONT MISSION DOG LIFE & DOG STYLE（2007 - 2012年 ヤングガンガン連載。作：太田垣康男、画：C.H.LINE）
ヤングガンガン2007年6号から2012年20号まで連載された。戦場でそこにいながら感知されない存在になれる写真ジャーナリスト犬塚研一を狂言回しに、第2次ハフマン戦争において、過酷な戦場で必死に戦い、または生き延びようとする人々をオムニバス形式で描く。『〜THE DRIVE〜』と比べ、残酷描写や性的描写が多い。シリーズにおける技術レベルを逸脱した描写・設定が散見される。ほか、シリーズとは繋がらない事件も多く発生している。
  - 単行本
    - 第1巻 2007年10月25日発売 ISBN 978-4-7575-2149-0
    - 第2巻 2008年05月24日発売 ISBN 978-4-7575-2283-1
    - 第3巻 2008年11月25日発売 ISBN 978-4-7575-2433-0
    - 第4巻 2009年07月25日発売 ISBN 978-4-7575-2625-9
    - 第5巻 2010年02月25日発売 ISBN 978-4-7575-2812-3
    - 第6巻 2010年09月25日発売 ISBN 978-4-7575-3006-5
    - 第7巻 2011年06月25日発売 ISBN 978-4-7575-3208-3
    - 第8巻 2011年12月24日発売 ISBN 978-4-7575-3458-2
    - 第9巻 2012年06月25日発売 ISBN 978-4-7575-3637-1
    - 第10巻 2012年10月30日発売 ISBN 978-4-7575-3773-6
- フロントミッション（1994年 - 1995年『週刊ファミコン通信増刊ファミコミ』掲載。作：松田大秀）
  - 第一話 『週刊ファミコン通信増刊ファミコミ』1994年冬号
  - 第二話 『週刊ファミコン通信増刊ファミコミ』1995年春号
  - 第三話 『週刊ファミコン通信増刊ファミコミ』1995年夏号

第一話と第二話のみが「フロントミッションコミック」（アスキー刊）に再録。

## 登場する架空の国家

### オシアナ共同連合　O.C.U. (Oceania Cooperative Union)
アジア諸国が、欧米から経済的自立を果たし、その独自性を保つために造り上げた共同連合。2005年に結成された経済共同体「バンコク経済帯」（旧ASEAN）を母体に日本国の生産技術とオーストラリアの資源を包括した経済共同体計画が立てられた。協議の結果、日本、オーストラリア、バンコク経済帯が同列の権利を有するという案がまとまる、2019年にバンコク経済帯加盟国が面していたインド洋と新たに加盟する日本とオーストラリアが浮かぶ西太平洋という2つの大洋 (OCEAN) を抱くという意味で、誕生する連合国家の名称はオシアナ共同連合 (O.C.U.) とすることが決定。国旗のデザインも公募により決定され2026年オシアナ共同連合が誕生する。加盟国はO.C.U.憲章に準じた独自の自治が認められている。連合本部はオーストラリアの首都キャンベラ。
しかし民族、宗教間の思想対立の根は深く、共同体が軌道に乗るには、実に36年という年月がさらに必要であった。2028年には大韓民国、2086年にはバングラデシュ（後のアロルデシュ人民共和国）も加盟した。2070年、2090年の2回にわたるハフマン紛争後、2097年のカンボジア・ラオス独立紛争、2102年のアロルデシュ人民共和国でのクーデターにより、各国でO.C.U.から独立を求める気運が高まり、2112年にはフィリピンで内戦、日本でクーデターが発生するなど、不安定な情勢となっている。
主な構成国はオーストラリア、ニュージーランド、日本、大韓民国、タイ、フィリピン、アロルデシュ人民共和国、シンガポール、インドネシア、ベトナム、マレーシア、パプアニューギニア、カンボジア、ラオス、ミャンマー等。

### ニューコンチネント合衆国　U.S.N. (United States of New Continent)
U.C.S. (United Continental States) 【北米版】
1994年にアメリカ合衆国・カナダ・メキシコによって発足した北米自由貿易協定がきっかけとなり、経済難に喘ぐ中南米諸国に対する救済としてそれらを吸収合併していった結果、2020年に南北アメリカ大陸を統一し、巨大な連邦として成立した。行政は原則としてアメリカ合衆国のシステムを継承しており、連邦内の旧諸国は自治権を有する州として残っている。軍事面ではニューコンチネント合衆国全体の武力（連邦軍・予備役）の他、各州に州独自の軍事力として州兵（有事には連邦軍に編入される）を有する。
ただし、南北の経済格差が問題となっており、加入を拒んだ国家も存在した。特に旧南米州では治安悪化や反政府活動が慢性的な問題となっている。O.C.U.とは二度の戦争を経て冷戦状態であり、アジア地域の勢力は事実上撤退しているものの、前代の友好国日本と限定的であるが交流の場が持たれている。
主な構成国はアメリカ合衆国、カナダ、メキシコ、ドミニカ、パナマ、アルゼンチン、コロンビア、チリ、パラグアイ、ブラジル、ペルー、ベネズエラ、ボリビア等。
余談だが、2096年のベネズエラ政変では政権を得た公正ベネズエラに協力したと言われているU.S.N.脱走兵3人が州知事の財産の半分と共に行方不明となっている。

### ザーフトラ共和国
Republic of Zaftra
2015年にロシア共和国（2008年現在のロシア連邦）が旧CIS国家を軸とし、二世代前の国家であるソビエト連邦のような国家として再統合。首都モスクワ。
国際連合の機能を引き継ぐ、恒平和調停機構 (PMO) を本部に置いている。しかし、2090年の第2次ハフマン紛争の黒幕としてクローズアップされて以降、PMOを含む共和国の国際的信頼は失墜した。インフラ整備の進展や経済復興に対して大きな進展は無く、豊富な埋蔵資源を背景に経済を立て直していたが、E.C.がポーランドで新資源地帯を発見したことにより、域内での自給自足が達成されたことによって、経済に大きな打撃を受ける。
ソ連時代からなお秘密主義が強く、動静が注目される国家である。2112年時には旧東欧諸国を併合するまで国力を増強しているが国内テロが頻発しており、2096年頃と比べ体制に少々の変化が生じたか否かは不明。ラーブヌイとは長らく対立が続いていたが、近年になって同盟関係を結ぶ。
主な構成国はロシア、モルドバ、アルメニア、アゼルバイジャン、カザフスタン、グルジア、ウズベキスタン、トルクメニスタン、タジキスタン、キルギス等。
なお、国名はロシア語で「明日」を意味する名詞、副詞「Завтра」（ザーフトラ）に由来している。

### ラーブヌイ共和国
Republic of Ravnui
現在のベラルーシ。ザーフトラ共和国の統合を拒否し、独自の国家として道を歩む、世界でも稀有な独立国家体制を維持している。
ラーブヌィとはベラルーシ語で「平等な」な意味。
ザーフトラとの同盟の他、遺伝子分野において大漢中人民共和国との密接な関係が取り沙汰されている。また、E.C.諸国からの援助も確認されており、閉鎖的に思われがちだが異なった面を持つ国家である。

### ルテニア共和国
英語名はRepublic of Rutheniaで、ロシア語名はРУТЕНИЯ。
現在のウクライナの北部から北西部にかけての地域を領土とする国。元々はウクライナという一つの国であったが、2090年代のサカタインダストリィ事件やE.C.ポーランド新資源地帯への襲撃事件によって国際的信頼が失墜し、勢いが衰えたザーフトラが22世紀に入って勢いを盛り返す中、これに伴ってザーフトラからの干渉が強まったのに対して国内が親ザーフトラ派と反ザーフトラ派に割れた末、住民の多数派が反ザーフトラ派である西部と親ザーフトラ派の東部とで国家分裂となり、これによって誕生した西部の国家。
この様な経緯故にザーフトラの周辺国ながらも同国やガルモーニヤとの関係は悪く、ガルモーニヤとの国境付近に位置する都市ノヴォスラヴァ（Novo Slava）巡って領有権争いという火種を抱えており、それが2127年12月のガルモーニヤ軍によるノヴォスラヴァ侵攻に至った。
ガルモーニヤと比較して経済的基盤が貧弱で、政治や経済面での混乱が長期化した結果、貧困層の増加や治安の悪化という問題を産んでいる。一方で技術水準自体は周辺国と比べて特別劣ってはおらず、2020年代初めにルテニア陸軍は歩兵の生存性向上と円滑な作戦遂行を目的に開発されたAIシステム「コーシカ」を導入している。

### ガルモーニヤ共和国
英語名はRepublic of Garmoniyaで、ロシア語名はГАРМОНИЯ。
現在のウクライナの南部から東部にかけての地域を領土とする国。旧ウクライナが親ザーフトラ派と反ザーフトラ派に割れた末、住民の多数派が親ザーフトラ派である東部に誕生した国家。このため、ザーフトラと友好関係である一方でルテニアとは緊張状態にあり、国家分裂時には本来反ザーフトラ派の住民が多数派を占めていたノヴォスラヴァを、旧ウクライナ時代からの大都市を友好国のガルモーニヤ領に帰属させようと図ったザーフトラによる露骨な介入によって獲得することに成功したが、この強引なやり方に反発した住民からのルテニアへの帰属を求める運動が活発化した末、ルテニアに割譲するという敗北に至った。このため、その後もルテニアとは外相会談を行うも和解には至らず、遂に2127年12月にノヴォスラヴァ侵攻という強硬手段に出た。
元々ルテニアと比べて経済的基盤が整っており、加えて領土の一部が黒海の沿岸部であることから、ザーフトラからは黒海を経由する貿易や資源輸出の中継地として様々な恩恵を受けており、これによってザーフトラとは政治的にも経済的にも密接な繋がりを有しているが、それは裏を返せばザーフトラへの経済的依存度が高く、「独立国家としては脆弱」とも見なされている。
なお、軍事的にもザーフトラとは繋がりがあり、同国のドミトーリ公社製のヴァンツァーである「ジラーニ P3」が陸軍にて採用されている。

### 大漢中人民共和国
People's Republic of Da Han Zhong
現在の中華人民共和国。首都北京。
21世紀前期より市場開放主義に移行してから二大国と優劣を争う超大国となっていたが、22世紀初頭から一世紀前の社会主義に転換した事を機に国名を変更。その路線変更はジエ･ボリアオ国家主席（2112年時）によるものが多く、国家を一つの企業体とする思想を推し進めた。
当然ながら、反発も根強く国内では反政府組織「華蓮団」が活動するなど情勢も不安定となっている。軍事国家としての側面はやはり強く、正規軍である常強軍の他に字の如しの、即時対応軍や緊急展開軍。そして、移動要塞「哮天雷関」を拠点とする精鋭部隊「快速反応部隊」などを有する。
USNとは前政権時代（前大漢中）には経済協力関係にあったが、大漢中発足後は関係を断絶。「華蓮団」を介して代理紛争状態となっている。

### ヨーロッパ共同体 E.C. (Euro Community)
OCUのモデルとなった国家共同体。21世紀中期以降はO.C.U.とU.S.N.の覇権争いにより、国際的存在感は薄くなっているようだが、ヴァンツァー産業にかけては、老舗のシュネッケを台頭に現在も存在感を放っている。史実のEUの歴史をある程度踏襲している。
主な構成国はイギリス、アイルランド、フランス、ドイツ、イタリア、ポーランド、オランダ、ギリシャ、ベルギー、ルクセンブルク、ポルトガル、スペイン、フィンランド、オーストリア、ハンガリー、チェコ、スロバキア、スイス等。

### アフリカ統合機構
アフリカ紛争を参照

## 登場する主な架空の企業
それぞれの企業の概要および製造ヴァンツァーの詳細については当該項目を参照。

### O.C.U
ジェイドメタル・ライマン（O.C.U.オーストラリア）
O.C.U.最古参のヴァンツァーメーカー。同社の代表機種であるゼニス・シリーズはフロスト・シリーズと並び、フロントミッションシリーズを代表する機種である。そして、O.C.U.で使用されるヴァンツァーの40％がこの会社の製品である。
ヴァンタム（O.C.U.オーストラリア）
ジェイドメタルの子会社で、ヴァンツァーの武器全般を取り扱っている。
レオノーラ・エンタープライズ（O.C.U.オーストラリア）
ジェイドメタル・ライマン社に次ぐO.C.U.大手メーカー。
主なWAP……ギザ･シリーズ、レイド・シリーズ、プリソメア・シリーズなど。
サカタインダストリィ（O.C.U.日本）
すべてのパーツ製造を行い、特にコンピューターの性能に定評があった。第2次ハフマン紛争中にはO.C.U.・U.S.N.両国に兵器販売を行っていた。紛争終結後、所謂サカタインダストリィ事件が発覚し、経営困難に陥り、2094年にイグチ社に買収された。
主なWAP……レイブン（ドミトーリ公社と共同開発）、90式・シリーズなど。
イグチ（O.C.U.日本）
第2次ハフマン紛争後、サカタインダストリィを買収し、本格的にWAP開発に参入。
主なWAP……月弓・シリーズ、強盾・シリーズ、ブルータルウルフなど。
霧島重工株式会社（O.C.U.日本）
日防軍の次期主力ヴァンツァーを巡り、イグチ社と争う日本のメーカー。
主なWAP……109式炎陽、110式陣陽など。

### U.S.N
ディアブルアビオニクス（U.S.N.アメリカ）
U.S.N.を代表する大軍需企業。
主なWAP……フロスト・シリーズ、ガスト・シリーズ、レクソン・シリーズなど。
以下3社はディアブルアビオニクスグループ傘下。
ファイアバレー（U.S.N.アメリカ）
機関砲製造をメインとする企業。
フレイマン（U.S.N.カナダ）
主にWAPの脚部・腕部を製造メインとする企業。
主なWAP……ストーク・シリーズ
ホープライズ（U.S.N.メキシコ）
大型機動兵器開発に定評があるメーカー。
主な兵器……クリントン型
ヴィンス（U.S.N.アメリカ）
WAP本体、WAP用火器、COMなどを製造。O.C.U.日本に日本法人ヴィンスジャパンがある。
主なWAP……ヴァジェ・シリーズ

### ヨーロッパ共同体
シュネッケ（E.C.ドイツ）
世界初のWAW開発に成功し、現在のWAP産業の基礎を築いたメーカー。
主なWAP……テンダス・シリーズ、グリレ・シリーズなど。
センダー（E.C.イギリス）
2012年に航行機メーカーとして創業。MULS-P規格外の大型機動兵器分野における第一人者。
主なWAP……ハスキー・シリーズ、ウィスク・シリーズなど。
トロー（E.C.フランス）
元は戦車のシャーシを製造していた。WAP用キャタピラレッグに実績がある。
主なWAP……クラブサン・シリーズ、デスマッツ・シリーズなど。
バザルト（E.C.イタリア）
安価な兵器製造に定評がある企業。
主なWAP……ガルボ・シリーズ、クラスタシア・シリーズなど。

### ザーフトラ共和国
ドミトーリ公社
ザーフトラ共和国唯一のヴァンツァーメーカー。独自の設計に基づいたWAP製造には定評がある。
主なWAP……テラーン・シリーズ、ヴィーザフ・シリーズなど。

### 大漢中人民共和国
上海鋼公司
大漢中陸海軍のシェア90パーセントを占める軍需企業。
主なWAP……冷河1型、克黒0型など。
鉄武帝重工公司
上海鋼公司と並ぶ大漢中軍の軍需企業。WAPや大型機を製造。
主なWAP……上帝1型、太塔4型など。

## フロントミッションシリーズの兵器体系
技術の進展や、WAW、およびヴァンツァーの誕生がきっかけとなり、従来の兵器を含める形で本シリーズ劇中での兵器体系は進化を遂げている。本稿ではシリーズ最も登場兵器の種類が多いFM2を基準に、他作品での扱いを含めた形で記述する。

### WAW / ヴァンツァー
本世界の主力陸戦兵器。詳細はヴァンツァーを参照。
戦車
WAWが最初に実戦投入された2034年のアフリカ紛争以前から、既に主力戦闘車両としての地位を確立していた戦車は、WAWやヴァンツァーが戦場で活躍するようになってからも需要を確保している。理由としては強力な主砲による砲撃では射程や弾数の面でヴァンツァーよりも優れていることと、ヴァンツァーの脚部と比較して構造が単純なキャタピラーにより航続距離の面でも優れていること、そしてヴァンツァーを含む技術進歩の影響で生産・運用コストが低下していることが挙げられる。
また、戦車を含む戦闘車両全般はヴァンツァーに比べて車高が低く、作品によってはそれに起因して被弾率が低く抑えられている。
なお、霧島重工のBT99シリーズの様にヴァンツァーの技術を盛り込まれた物も存在する。
装甲車
装甲車は戦車に比べて製造や運用における技術的制約が少なく、コスト面でも戦車以上に安価のため装甲兵員輸送車や歩兵戦闘車、指揮車両といった枝分かれ的な進化を遂げていった。しかし、WAWやヴァンツァーがアフリカ紛争や第1次ハフマン紛争を経て主力陸戦兵器としての地位を確立する中、装甲や火力、機動性で劣っていた装甲車は第1次ハフマン紛争終戦後に沸き起こった「装甲車不要論」によって一時各国軍で配備数を削減されるが、第2次ハフマン紛争では基本的にパイロットしか搭乗出来ないヴァンツァーでは実行不能な各種作戦でその必要性を見直され、復権を果たした。
火力支援車両
射程は短いが低コストの自走砲系と、高コストだが射程の長い自走ロケット・ミサイル系が基本。前者は経済力に劣る中小国で運用されることが多い。
高機動車両
現代のハンヴィーに代表される本車は、ヴァンツァーの台頭によって戦場が様変わりしても、軽快なフットワークで不整地を疾走可能なことから需要を失うことなく各国軍で大量に使用されている。火力や装甲は戦闘車両では最低レベルだが、機動性や移動力は最高レベル。
輸送車、その他の支援車両
戦車を輸送可能な大型トレーラーの類はWAWやヴァンツァー専用の輸送車両を生み出す源流となった。また、トラックの一部はヴァンツァーの簡易修復や弾薬補給を行う補給車へと進化する。それ以外の輸送車両や地雷設置車両は現代と大差無い。一方、FM2ではヴァンツァーを素早く補足可能なレーダー車両が登場した（機能的には現代の電子支援手段や戦術データ・リンクの発展型）。
水陸両用車
現代とは異なり、輸送や揚陸目的で使われることが主。
砲台
火力重視の大口径砲や速射性に優れた機関砲、ロケット発射機やミサイル発射機など様々なタイプが存在。FM3ではレール上のみながら移動可能な砲台が登場。
ヘリコプター
地上兵器と比較して行動範囲が広くされており、地形の影響を受けないため、市街地のビル、岩場や森林、海上なども行動できる。ただしほとんどのWAWが対空装備をしているケースが多いため、継続した脅威とはなりにくい。WAWの輸送用大型ヘリもある。
航空機
主に空襲イベントでWAWを高空から投下したり、支援爆撃のために一時的に召喚されるに留まる。FM4では出撃の拠点になるケースが多く、複数のWAWを搭載して整備することができる。

## 用語変更について
2003年フロントミッションシリーズ再始動時に、海外展開を視野に入れたことから、シリーズ全体を通して用語やマークなどの見直しが行われ、いくつかの名称が変更された。主なものとして以下のようなものがある。
ヴァンドルング・パンツァー→ヴァンダー・パンツァー
ヴァンドルング (Wanderung) はドイツ語で一般的にハイキング、遠足という意味で使われるため変更されたとのこと。とはいうもののWanderungもWanderも元はWandern（移動する、ハイキングする、動き回る）という動詞であり意味合いとしてはとくに変わりない。単純にWanderung（名詞）+Panzer（名詞）という表現がドイツ語として不自然なため、Wander+名詞という一般的な表現にしただけと思われる。略称は「ヴァンツァー」のまま。なお、ヴァンドルング・ヴァーゲンもヴァンダー・ヴァーゲンに変更されている。
ブレインデバイス (Brain Device) →バイオニューラルデバイス (Bionueral Device)
英語として意味が通じずに変更された。ただし略称は「BD」のまま。
U.S.N. (United States of New Continent) →U.C.S. (United Continental States)
海外版のみの変更。日本版ではU.S.N.のまま。
Oceana Community Union→Oceania Cooperative Union
O.C.U.の英語名称の変更。略語のO.C.U.および日本語表記の「オシアナ共同連合」は従来のまま。
このほかにも企業ロゴ、部隊マークなどで細かい変更がある。